# Dalskabáty, hříšná ves (opera)
Dalskabáty, hříšná ves je televizní opera českého skladatele Jiřího Smutného na vlastní libreto podle pohádkové divadelní hry Dalskabáty, hříšná ves aneb Zapomenutý čert Jana Drdy. Premiéru opery uvedlo 14. října 1962 pražské studio Československé televize.

## Vznik, charakteristika a historie
Československá televize zejména v prvních letech své existence vysílala řadu vlastních televizních inscenací a vzniklo i několik oper napsaných přímo pro ni. Byly to například Tři apokryfy Ludvíka Podéště (1960), Reportáž psaná na oprátce Ivo Vyhnálka (1961), Krakatit Václava Kašlíka (1962), Kalhoty Jaroslava Křičky (1962), Slavnost lampiónů Júlia Kowalského (1962) aj. K nim se přiřadily i dvě opery Jiřího Smutného: Dalskabáty, hříšná ves roku 1962 a Věštkyně z roku 1965.
Dalskabáty, hříšná ves byla Smutného druhá uvedená opera po Ženské ctnosti (mezitím skladatel zkomponoval ještě neuvedenou operu Budapešťský rychlík). Za námět si vzal pohádkovou hru Dalskabáty, hříšná ves aneb Zapomenutý čert Jana Drdy; ta měla premiéru v prosinci roku 1959 a získala okamžitě velký úspěch, hrála se v řadě oficiálních i amatérských divadel (za jedinou sezónu dosáhla přes 1500 představení) a byla záhy inscenována i v televizi. Smutný text zkrátil a přizpůsobil požadavkům operního žánru a televizního média a za necelé tři roky od činoherní premiéry Dalskabátů tak byla vysílána i jejich zhudebněná verze.
V opeře se vyskytoval i mluvený text, měla tedy formu zpěvohry (singšpílu). Hlavní role čerta Matese (Trepifajksla) a Marijány Plazjnerky hráli a zpívali Jaroslav Horáček a Milada Šubrtová, vedle nich se objevili další pěvci Národního divadla jako Přemysl Kočí (ďábelský doktor Ichturiel), Dalibor Jedlička (kovář Tyburc), Milan Karpíšek (komediant Lupino) Marta Krásová (mlynářka Pučálková), Rudolf Vonásek, Alena Míková, Eduard Haken. Výborný výkon ve zcela netypické komické roli kostelníka Aloise Piškytle podal tenorista Beno Blachut, jinak však kritika mínila, že v provedení vládla „běžná operní konvence působící na obrazovce dvojnásob ošuměle“ (tak recenzent časopisu Tvorba). Pražský komorní orchestr řídil Jan Hus Tichý, režii měl Přemysl Freiman.
Kritický ohlas Dalskabátů nebyl příznivý; při příležitosti premiéry Smutného následující televizní opery Věštkyně o nich muzikolog Tomislav Volek v Hudebních rozhledech mluvil jako o „rozvleklé“ opeře, o níž „se jen nejzdvořilejší a nejpřátelštější kritikové mohli vyslovit pochvalně“.
Podle kritiky byla populární Drdova předloha „traktována těžkopádně a nepřesvědčivě. Důraz na lyrické až sentimentální tóniny a na očividný patos proměnil operní Dalskabáty vcelku v nudnou a únavnou podívanou bez potřebného vzruchu a napětí. Příčina není ovšem jen v dramaturgickém přístupu, ale převážnou měrou v hudební invenci a v čistě skladebných nedostatcích. Mistrovství skladatelovo prostě zatím nebylo na úrovni náročného operního žánru.“ Smutného hudba se prý „rozplývá v proudu nevýrazného komponování, stylově je značně nejednotná a nedůsledně směšuje rozličné vlivy a vzory.“ (Tvorba) Jak psal recenzent Svobodného slova, „Sotva však lze po 2½hodinovém představení (vysílací čas byl překročen o dobrých 35 minut) říci, že by operní kabát, ušitý Jiřím Smutným, dobře padl této půvabné hře a umocnil její účinnost. Dvě léta se údajně její televizní podoba rodila, mnoho dobré vůle a poctivé snahy se vynaložilo ze strany autora i televizních pracovníků na úspěšné vyznění novinky […] – a přece výsledek zdaleka nesplnil očekávání.“ Podle Bohumila Karáska, recenzenta Rudého práva, Smutného Dalskabáty „na televizní obrazovce působily nevzrušivě, v mnohých scénách nudně, výsledným dojmem nebylo umocnění Drdovy hry, ale spíše jakási hudební ilustrace, která často brala hře její švih, břitkost, spád a napětí.“
Karásek uznával, že Smutný „prokázal sice talent k trefné hudebně dramatické charakteristice postav, ale další podstatnou část svého úkolu nezvládl.“ Zdatnou hudební charakteristiku postav ostatně uznávala i Tvorba, jakož i v mnohém příznivější recenze vlivného komunistického estetika Antonína Sychry v Hudebních rozhledech. Ten spatřoval klady v tom, že Smutný „projevil talent a nespornou pohotovost především v charakteristice prostředí, na druhém místě i jednotlivých postav“ a někdy „velmi vynalézavě využil žánrové a intonační charakteristiky“. I on však vyčítal zdlouhavost a nedostatek originality a zejména litoval, že skladatel nezvolil formu tradiční číslové opery s mluveným slovem či recitativy spíše „než křečovité deklamování od začátku do konce, které narušuje i orchestrální proud, předstírá neustále větší dávku dramatických konfliktů, než kolik je jich v ději skutečně obsaženo“. Rovněž recenzent Lidové demokracie obezřetně připomínal, že Dalskabáty jsou „jak svým námětem, tak formou dílo nekonvenční,ׅ“ ve kterém se autor „snaží moderními vyjadřovacími prostředky dosáhnout co nejtypičtější charakteristiky, ať již situací, či postav. Proto opouští určitou celistvost vlastní hudební složky a komponuje v místě, kdy je toho potřeba, hudbu typu lidové písně, vojenské písničky, až triviálního, či jazzově zabarveného popěvku,“ – čímž narážel na to, že Smutného hudba podle stížnosti Svobodného slova „někde dokonce poklesla až na úroveň prostinkých vocílkovských kupletíčků“. Lidová demokracie připomínala lyrické prvky, například závažný monolog Mariany v okamžiku, kdy má Matesa za ztraceného, avšak prý „[n]a závadu celkového vyznění opery bylo střídání příliš mnoha scén a motivů jednotlivých postav celkem souřadně, jakoby v jedné rovině a bez gradace.“
I když kritika mínila, že „[t]elevize neměla tentokrát v uvední původní opery šťastnou ruku“, režisér Freiman dílo i poté hájil s odkazem na divácké reakce; v anketě o přitáhnutí televizních diváků k opeře mínil, že v tom „udělaly velký kus práce Smutného Dalskabáty. Spousta lidí vydržela vůbec poprvé dívat se na operu do konce.“
Záznam původní televizní inscenace se nedochoval a později již Smutného Dalskabáty uvedeny nebyly.

## Děj opery
Na poradě u pekelného krále Belzebuba se probírá problém se vsí Dalskabáty: už drahná léta odtamtud nikdo nepřišel do pekla, a přestože tam mají mít podle starých záznamů osobní zastoupení v podobě zvlášť vyslaného čerta, nedostávají z Dalskabátů žádné zprávy. Doktor Ichturiel přičítá neúspěch pekelných mocností zastaralým pokušitelským metodám a prosazuje moderní psychologicko-teologický metody; je tedy poslán do Dalskabátů, aby tam vyzkoušel svůj přístup a udělal z Dalskabátů „hříšnou ves“.
V Dalskabátech se pekelný doktor objeví jako nový farář. Hned se mu vlichotí kostelník Alois Piškytle, který ho informuje o smyšlených i skutečných slabůstkách obyvatel vsi. Nejvíce si Ichturielovi stěžuje na Marjánu zvanou Plajznerka, vdovu po místním hrobaři, protože tato rázná žena ještě k světu odbyla jeho námluvy a navíc drží po manželovi na faře světničku, na kterou má kostelník zálusk. Ichturiel si Marjínu předvolá a nutí ji ke zpovědi; když se s ním dá Marjána do hádky, vyštve ji farář z fary i z vesnice.
Marjána po cestě ze vsi narazí v lese na opuštěnou chalupu, o které jde pověst, že v ní straší. Přesto se v ní rozhodne usadit. Žije tam ale „zapomenutý čert“ Trepifajksl, kterému se tak nechtělo strašit, že už zapomněl, jak se to dělá, a navíc ve vlhkém, pekelníkům nepříznivém prostředí trpí nachlazením. Plajznerka se ho neleká; kurýruje ho, nakrmí ho, půjčí mu šaty po nebožtíkovi Plajznerovi, překřtí ho na Matesa, a když čert dělá neplechu, pohrozí mu kovářem. Statný kovář Tyburc jí totiž pomohl se stěhováním věcí z farské světničky a čert se ho bojí – i když se mu líbí, že voní po ohni.
Falešný farář mezitím spřádá pro obyvatele Dalskabátů různé nástrahy. Kovářovu učedníkovi Honzovi namluví, že přijdou rekruti a odvedou ho na sedmiletou vojnu, nevyplatí-li se 200 zlatými; tím Honzu i jeho milou Hančinku, zaměstnanou na faře, pokouší k loupeži. Bohatou mlynářku Pučálkovou, která je sice zbožná, ale hází očima po statných mládencích, povzbuzuje ve chtíči po Honzovi a současně od ní vymámí do opatrování její peníze, které používá jako vějičku pro Honzu a Hančinku. Žárlivého a vznětlivého kováře chce vyprovokovat tím, že jeho ženě Dorotce nařídí, aby vařila na faře místo Plajznerky. Navíc využije komedianta a příležitostného zlodějíčka Lupina, kterého přistihne při pokusu o krádež, k několika úkolům: v převlečení za knížete má jednak svádět Dorotku, jednak hrozit Honzovi odvodem a konečně pomáhat s hledáním ztraceného čerta.
Matesovi se čím dál více líbí nebýt čertem, ale člověkem. Sám se zbaví rohů a s Plajznerčinou pomocí i ocasu a s kovářem (který ho považuje za vysloužilého dragouna, jako je on sám) se spřátelí při hovoru o koních. Protože to Matesa táhne k ohni, dá se nakonec ke kováři do učení. Ve vsi ho ale přistihne falešný farář a neprodleně ho odnese do pekla. Marjána nad jeho zmizením truchlí.
V pekle Trapifajksla/Matesa zpovídají, ale bez rohů a ocasu už to není žádný čert, nezvratně se nakazil člověčinou. Pro doktora Ichturiela tak jeho chycení není žádným triumfem. Navíc i jeho dalskabátské intriky se hroutí. Plajznerčiným zásahem se všechny zápletky vyjasní, sice k větší či menší spokojenosti všech zúčastněných, ale důvody ke smrtelnému hříchu pominou. S pomocí Matese, který utekl z pekla, je Lupino odhalen jako podvodník, kostelník jako udavač a vrátivší se Ichturiel jako strůjce všech pokušení. Pekelný doktor se zachrání jen spěšným zmizením do pekla a v Dalskabátech opět zavládne pohoda.